# حدائق ستادلي الملكية
ستادلي رويال بارك أو حدائق ستادلي الملكية (بالإنجليزية: Studley Royal Park) هي حدائق عامة
تضم بقايا دير النوافير الأثري. تقع في شمال يوركشاير، انجلترا. تبلغ مساحتها 323 هكتارا (800 فدان). وتضم حديقة من القرن الثامن عشر.
وقد أحيطت الحديقة بآثار دير فاونتانز السسترسي وقصر فاونتنز هول في يوركشاير بمنظر ذو قيمة استثنائية بفضل هندسة الحدائق والقناة التي تعود إلى القرن الثامن عشر، بالإضافة عن قصر ستادلي رويال الذي شيد حسب الطراز القوطي الجديد. وقد تم تصنيف الحديقة مع الدير كموقع للتراث العالمي عام 1986.

## معرض الصور

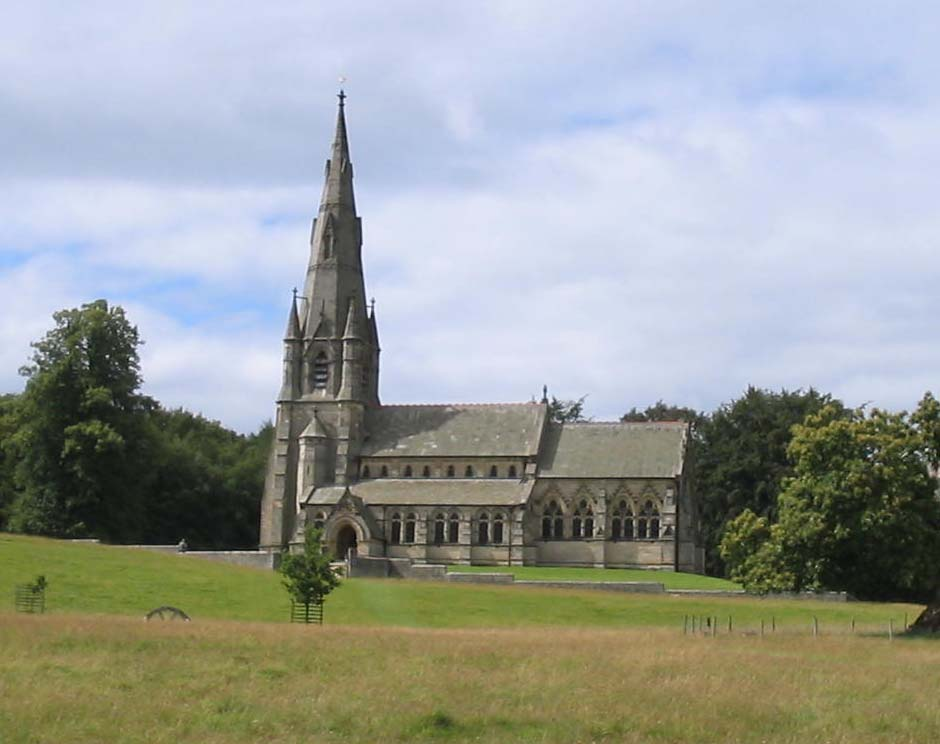
كنيسة القديسة مريم
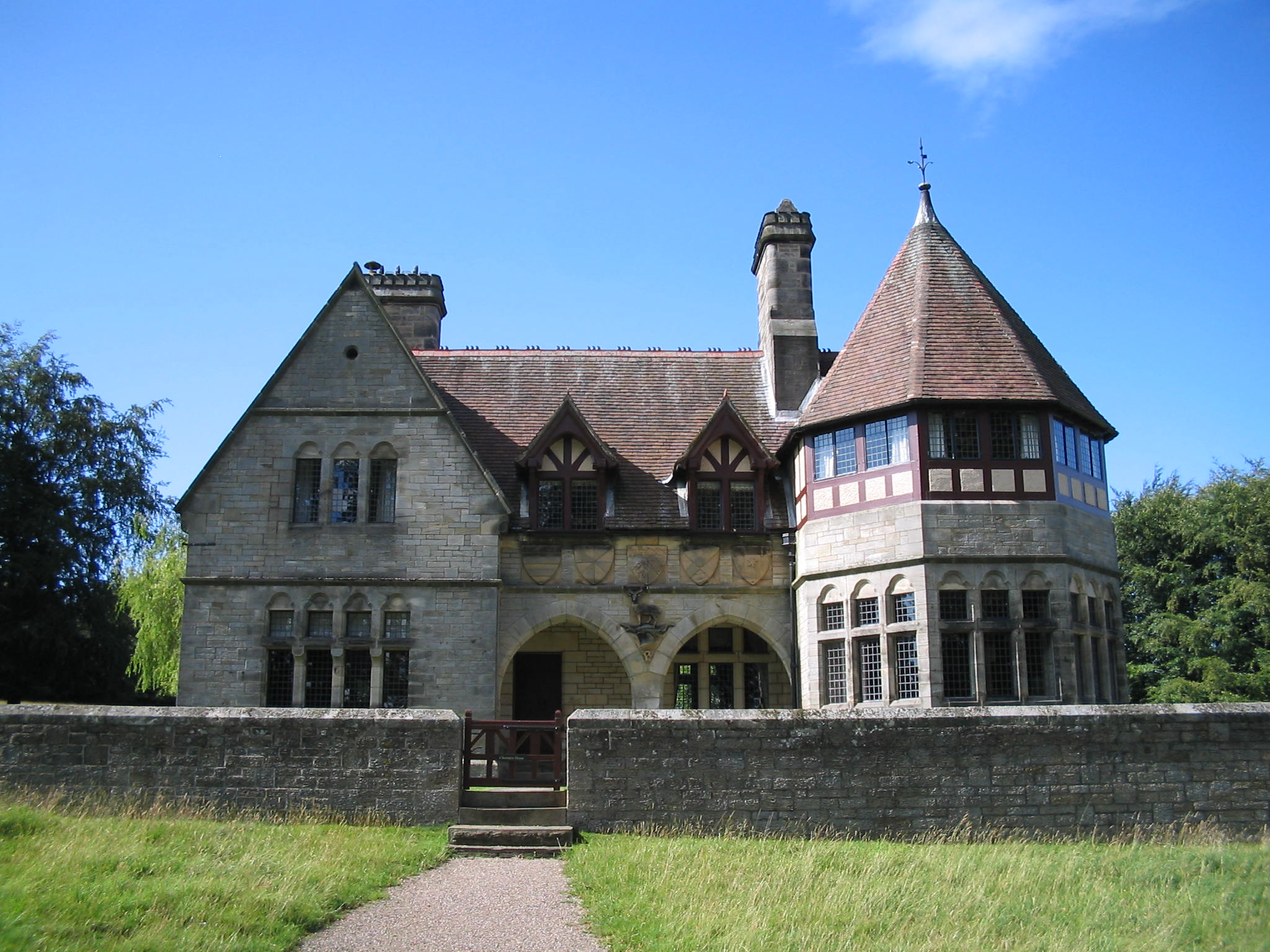
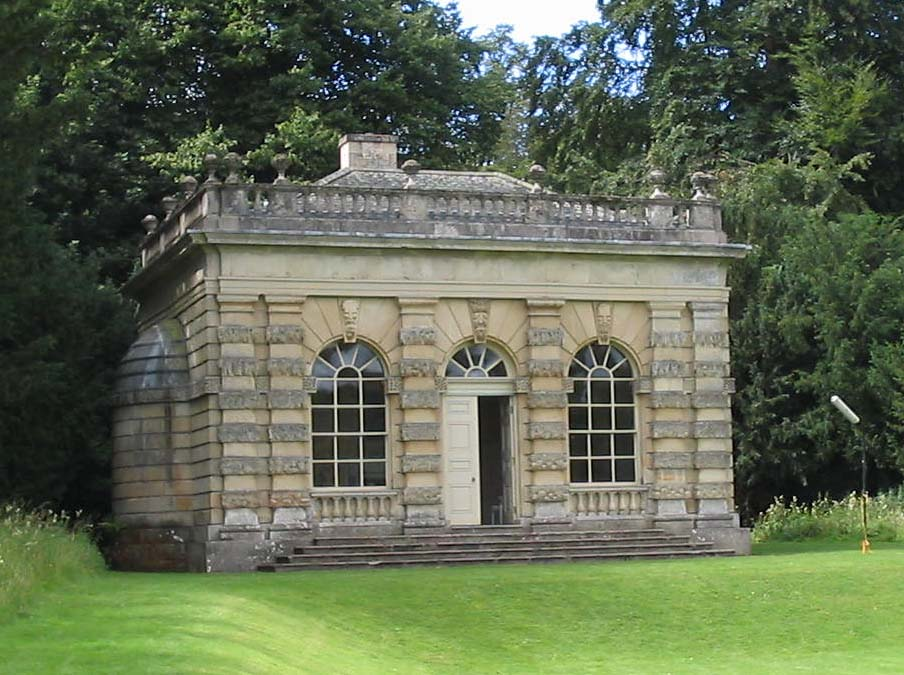
بيت المآدب
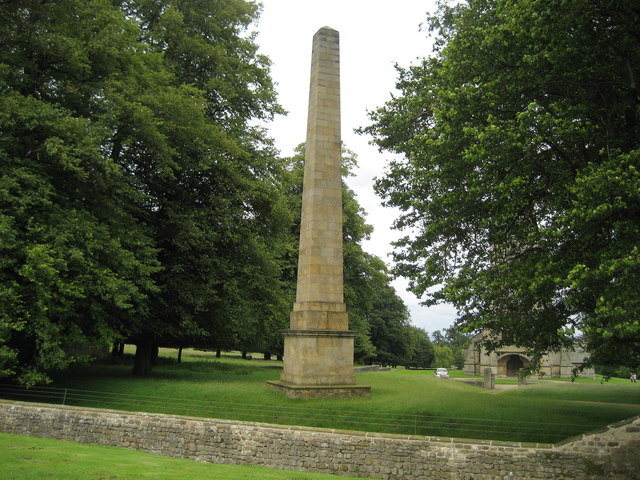
مسلة ستادلي
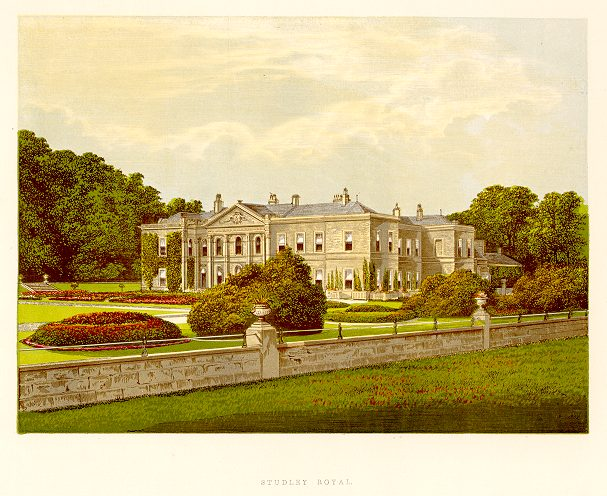
رسم لمنزل ستادلي الملكي عام 1880م.

## وصلات خارجية
- دير النوافير
- دليل حدائق ستادلي الملكية ودير النوافير